# Газопереробний завод Шайбах
Газопереробний завод Шайбах – підприємство нафтогазової промисловості Саудівської Аравії.
Наприкінці 1990-х років почалась розробка супергігантського нафтового родовища Шайбах, яке віддалене від основної нафтовидобувної провінції країни на кілька сотень кілометрів. Попутний газ при цьому без переробки закачувався назад для підтримки пластового тиску, допоки у 2010-х не взялись за реалізацію проекту з вилучення із нього зріджених вуглеводневих газів (ЗВГ), які є цінною нафтохімічною сировиною. Завод з вилучення ЗВГ, який ввели в дію у 2015-му, може приймати 25 млрд м3 на рік, з яких за проектом повинні виділяти до 190 тисяч барелів фракції С2+ на добу.
Вилучені ЗВГ транспортуються для фракціонування по трубопроводу Шайбах – Абкайк. Частина отриманої після вилучення ЗВГ метанової фракції споживається для роботи ТЕС Шайбах, тоді як біля 14,5 млрд м3 на рік закачується назад у родовище для підтримки пластового тиску.
У планах розвитку родовища до 2033 року значиться запуск ще 4 черг ГПЗ з сукупною потужністю по прийому 50 млрд м3 газу на рік.